# Expédition de Thénia (1871)
Pour les articles homonymes, voir Thénia (homonymie) et Expédition de Thénia.
Conquête de l'Algérie par la France - Révolte de Mokrani
L’expédition de Thénia de 1871, durant la conquête de l'Algérie par la France et la révolte de Mokrani oppose, en avril et mai 1871, les troupes françaises commandées par le général Lallemand aux troupes des Zouaouas de Cheikh El Mokrani à Thénia.

## Présentation
Après que les rebelles algériens aient pris le contrôle de Palestro le 14 avril 1871 après la bataille de Palestro, ils voulaient conquérir la vallée de la Mitidja et la ville d'Alger. Pour y parvenir, les troupes de Cheikh El Mokrani doivent contourner la région de Réghaïa par la Basse Kabylie, alors que le printemps 1871 a commencé et que l'Oued Isser est en crue.
Les émeutiers algériens remontèrent de Palestro vers le nord-est, loin des garnisons et bivouacs français à partir du 14 avril 1871, pour atteindre après trois jours la colonie française de Laazib Zamoum le 17 avril où ils allumèrent des feux de bois tout autour de ce bourgeon de ville française. Les colons et soldats français ont commencé après la bataille de Laazib Zamoum à fuir la plaine des Issers vers Alger, mais les insurgés algériens les ont poursuivis vers Bordj Menaïel qui a été incendié lors de la bataille de Bordj Ménaïel, et de même lors de la bataille des Issers.

## Colonie du Col des Beni Aïcha
Depuis le l'expédition du 17 mai 1837, le colonel Maximilien Joseph Schauenburg et ses soldats français lors de l'expédition du col des Beni Aïcha ont compris que le contrôle de la région du col des Beni Aïcha était crucial pour la pacification de l'est de l'Algérois et de la Kabylie. Plusieurs batailles se succèdent dans cette région jusqu'en 1857 où la Kabylie est pacifiée et le processus de colonisation humaine et agricole commence sur les terres séquestrées et spoliées des indigènes. Ainsi en juillet 1860, le colon Paul Just, originaire d'Embrun, dans les Hautes-Alpes, par ordre du gouverneur général Patrice de Mac Mahon, arrive sur le col des Beni Aïcha escorté d'une garnison militaire pour fonder une concession agricole. Suivi par plusieurs autres colons, Paul Just a construit des maisons en bois pour fonder la nouvelle colonie, d'où le nom « Village en Bois ».
La colonie du Col des Beni Aïcha devient rapidement une diligence, et un café y est ouvert ainsi qu'une chapelle en bois et une distillerie. Le village colonial évolua donc lentement de 1860 jusqu'en 1871 où les Pieds-noirs vivaient du maigre produit de la terre et de l'arrêt des voyageurs au stade de la diligence. Dans son ouvrage publié en 1872, Histoire de l'insurrection de 1871 en Algérie, Eugène Beauvois décrit le Col des Beni Aïcha : « Le village du Col se compose d'une dizaine de maisons, dont la plus belle est la caserne de gendarmerie ; les autres étaient habitées par un médecin, des marchands et des aubergistes. Entouré de bonnes terres et à proximité des eaux courantes, ce centre de colonisation est destiné à prendre un grand accroissement. »

## Déroulements

### Bataille

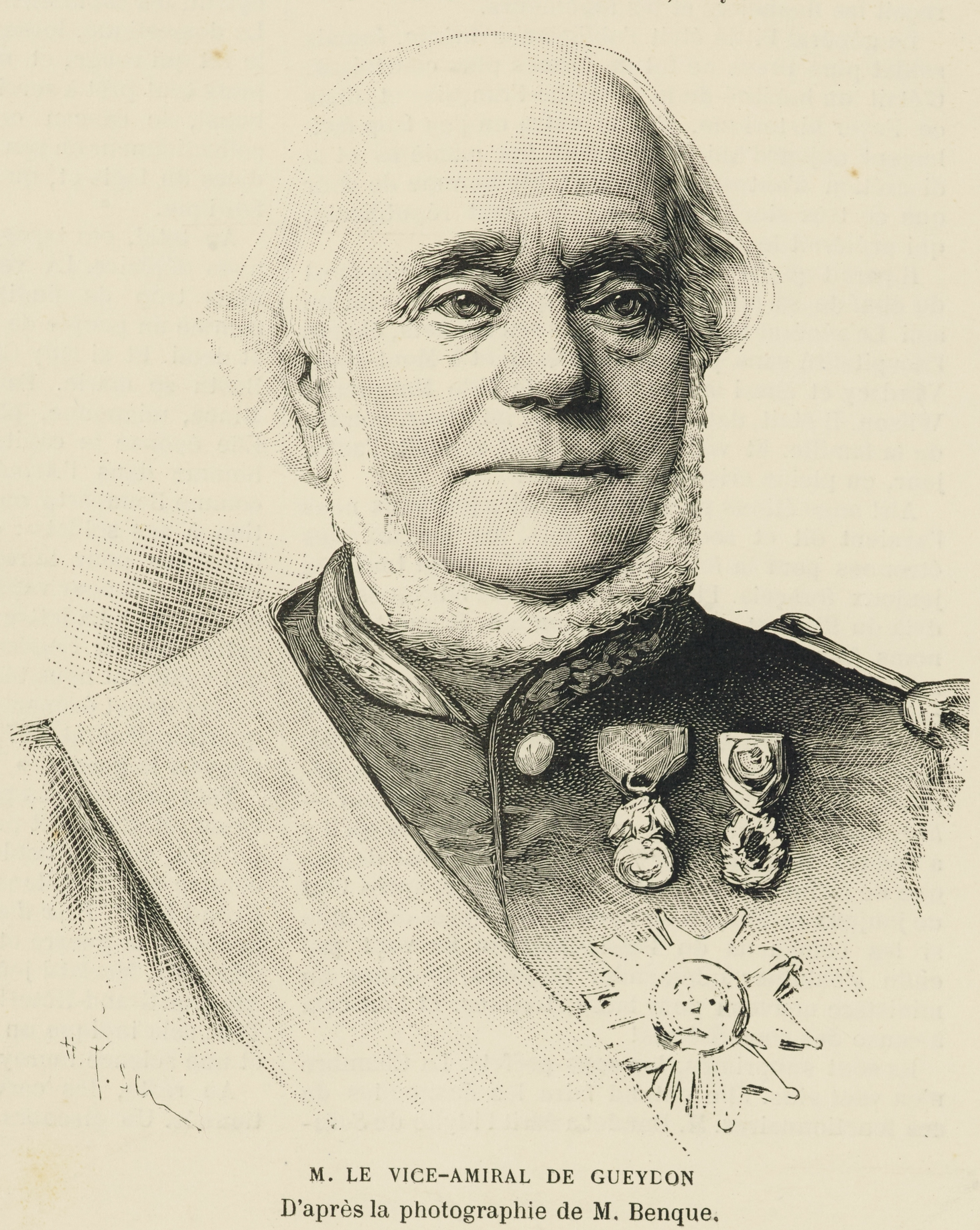
Louis Henri de Gueydon (1809-1886).

La nomination de Louis Henri de Gueydon le 29 mars 1871 comme gouverneur général de l'Algérie est venue à point, après que les insurgés Kabyles de la révolte de Mokrani se soient rapprochés de la Mitidja aux portes d'Alger, et c'est ainsi qu'à la date du 15 avril 1871, le maire de l'Alma (actuelle Boudouaou) a ordonné à la gendarmerie et aux miliciens d'organiser au col des Beni-Aïcha entre autres, des patrouilles et des estafettes régulières, et d'envoyer des éclaireurs européens ou indigènes afin de maintenir la sécurité entre les hameaux de cette vaste commune menacée par rébellion.
Subitement, dans la journée du 19 avril 1871, environ 2 000 rebelles algériens jaillissent du sud du village colonial du col des Beni Aïcha venant de Palestro libérée, et arrivant des Issers et des hauteurs de l'Iflissen, et envahissent toute la périphérie du futur Menerville puis Thénia. Les rebelles étaient commandés dans cette bataille par des marabouts et des cheikhs locaux qui ont mené cette attaque algérienne contre les colonies françaises en Basse Kabylie. Les rebelles des Iflissen (Flissas), des Issers, des Beni Aïcha, des Beni Amrane et des Khachnas se sont ensuite rendus au village colonial du Col des Beni-Aïcha, d'où les colons ont pu s'échapper à temps, mais qui a été pillé, puis incendié. La panique des colons a été arrêtée grâce aux mesures prises par le colonel de gendarmerie, O. de Colonjon, qui avait donné ordre à la brigade du col des Beni-Aïcha de se replier sur Alger. En effet, vers midi le 19 avril 1871, presque tous les colons français et européens, à l'exception d'un espagnol avaient quitté le village du Col des Beni Aïcha avec la brigade de gendarmerie, et aussitôt le hameau fut envahi par les rebelles algériens.
Un ouvrage publié en 1891, Histoire de l'insurrection de 1871 en Algérie, rapporte que : « L'Espagnol eut sa maison pillée, et, ayant abjuré sa religion, il avait d'abord eu la vie sauve, mais, par suite de circonstances mal connues, il fut assassiné le lendemain pendant son sommeil. Un vieillard qui, bien qu'à cheval, était resté séparé et en arrière du groupe des colons quittant le col, fut tué d'un coup de fusil. » Cheikh Mokrani, pour sa part, est resté retranché dans Palestro libérée et a donné ses ordres aux troupes rebelles, tout en orchestrant et en préparant la prise convoitée d'Alger. Les colons fuyards et rescapés étaient entre-temps traqués par les insurgés et assassinés lorsqu'ils étaient débusqués, à l'image de ce qui a été rapporté dans la Revue de France en 1875 : « Deux colons, Demouy et Patoux, qui conduisaient une voiture chargée de denrées, furent assommés. Un vieillard, le sieur André Cardi, fut tué par un indigène embusqué dans un fossé de la route. »

### Contre-attaque française
Après que la bataille d'Alma s'est achevée par l'échec des rebelles algériens le 23 avril 1871, à la suite de l'arrivée du colonel Alexandre Fourchault et de ses renforts français d'Alger, les Algériens se retranchent au col des Beni Aïcha pour tenter de rebondir à nouveau sur Alma. En effet, Fourchault avait auparavant été nommé par le général Orphis Léon Lallemand au commandement de la brigade d'avant-garde de la colonne expéditionnaire de Kabylie, composée d'environ 3 000 hommes de toutes armes. C'est ainsi que ce colonel, après avoir repris Alma, Palestro, et enfin Corso le 26 avril marche énergiquement sur le col des Beni Aïcha qu'il reprend après de vifs affrontements le 30 avril 1871 avec les rebelles.
Dès que le camp de Belle-Fontaine (actuelle Tidjelabine) ait été repris par les troupes françaises le 3 mai, les Algériens ont continué jusqu'au 8 mai 1871 à attaquer de toutes parts le hameau du col des Beni Aïcha, puisqu'il est situé dans une cuvette entourée de montagnes au nord et au sud. Le colonel Fourchault s'était barricadé dans le village incendié et pillé en attendant les renforts du général Lallemand qui s'était rassemblé à Alma pour se précipiter sur le col des Beni Aïcha pour le libérer de l'insurrection de Cheikh Mokrani.
Sans hésiter une seconde, et sans attendre des renforts, le général Lallemand quitte Alma tête baissée le lundi 8 mai, se dirigea vers le col des Beni-Aïcha en empruntant la route dite « chemin du Corso » afin de bien montrer sa colonne aux indigènes, car cette route suit l'arête séparant le bassin de l'Oued Corso de celui de l'Oued Isser, et que l'on voit de toutes les montagnes voisines. Ce corps expéditionnaire fit sa grande halte entre les fontaines El-Azila et Tifaoun, sur le flanc sud-est du coudiat Ighil-ou-Guerri ; les rebelles n'ayant pas tiré un seul coup de fusil jusqu'au col des Beni-Aïcha.

### Punition des villages rebelles
Le 7 mai 1871, le colonel Fourchault est ainsi chargé d'aller incendier les villages de l'Ammal sur la rive gauche de l'Oued Isser, abandonnés par leurs habitants, et il doit opérer avec une colonne légère d'infanterie sans sac et de cavalerie. Parti à 11 heures du matin pour châtier les villages rebelles et tenter de capturer les cheikhs meneurs, il est revenu au camp d'Alma à 19 heures, et avait auparavant envoyé un rapport au général Lallemand où il disait que tout était allé pour le mieux. Les deux villages auxquels Lallemand voulait infliger des châtiments furent rasés et incendiés sans coup de feu, à l'exception de deux Algériens qui furent pris en armes et qui furent exécutés sur-le-champ. Les tirailleurs ont brûlé quelques gourbis, et les spahis et zouaves se sont chargés du butin recueilli. Le 2e régiment des zouaves s'était distingué dans ces représailles, et tout au long de sa marche, les Kabyles fuyaient et disparaissaient devant ses miliciens, laissant alors les villages évacués au sort immédiat les faisant brûlés et incendiés, et le lendemain ce régiment arrive sans difficulté au col des Béni-Aïcha et y établit son bivouac.
Le 8 mai 1871, à 5 heures du matin, la colonne du général Lallemand se met en route pour le col de Beni-Aïcha, en suivant les crêtes qui forment la ligne de partage entre la vallée de l'Isser et celle du Corso. Cette route avait l'avantage de conduire au col par la ligne de crête, évitant les difficultés qu'il aurait fallu surmonter s'il fallait forcer le passage directement. Un grand arrêt a été fait aux fontaines d'Azela et de Tilfaouïn. Eugène Beauvois relate les représailles dans son livre publié en 1872, Histoire de l'insurrection de 1871 en Algérie, comme suit : « On n'avait pas fait de mal aux riverains de l'Oued-Teddiout, pas même à leurs maisons ; on ne ménagea pas autant les voisins du Col, qui sans doute s'étaient signalés par leurs déprédations ou avaient refusé de se soumettre ; on en fusilla quelques-uns et l'on mit le feu à plusieurs hameaux. » Les Khachna du territoire civil avaient fait leur soumission et envoyé des otages ; ils étaient retournés dans leurs villages, où ils n'ont pas été dérangés. Peu avant d'arriver au col de Beni Aïcha, le général Lallemand se demande si les villages de Soumâa, Gueddara, Meraldene, Tabrahimt et Azela ont réellement fourni des otages.
Le colonel Fourchault, qui marchait à l'avant-garde, demanda à l'officier des affaires indigènes qui l'accompagnait des renseignements à ce sujet ; celui-ci répondit qu'il n'en était pas sûr, mais que le général Lallemand n'était pas loin derrière et qu'il serait facile de le consulter. Les gens de ces villages sortaient de leurs maisons sans armes et venaient à la rencontre de la colonne pour faire acte de soumission. Le colonel Fourchault, estimant que ces villageois faisaient partie des rebelles qui pillaient les maisons du col de Beni-Aïcha, ordonna qu'ils soient sabrés par le peloton de chasseurs à cheval qui marchait en éclaireurs sur le village, suivi d'un groupe d'infanterie. Les chasseurs ont encerclé les habitants de Soumâa, Gueddara, Meraldene, Tabrahimt et Azela qui avaient avancé et ont commencé à leur tirer dessus presque à bout portant. Ils furent tellement saisis par cet accueil macabre, auquel ils étaient loin de s'attendre, qu'ils ne songèrent même pas à fuir et quinze d'entre eux tombèrent morts les uns après les autres. Fourchault marche sur les villages qui sont pillés et ses soldats tirent sur les femmes qui s'enfuient dans les ravins avec les hommes qui n'ont pas été touchés. Un des villageois qui était tombé sous les balles n'était que blessé et il resta immobile faisant semblant d'être mort, et quand les tireurs allèrent enlever son burnous, il poursuivit sa course dans le ravin et réussit à s'échapper, mais cinq autres hommes de les villages ont été tués de la même manière et une femme a également été tuée alors qu'elle fuyait dans le ravin.
Après ce raid de punition, la colonne de Fourchault établit son bivouac au col désert des Beni-Aïcha, à 4 heures de l'après-midi après avoir parcouru 20 kilomètres, et elle y trouva de l'eau à la fontaine du village et à une source assez abondante située au-dessus du camp. Ordre est donné de rallier le convoi et les bagages laissés à l'Alma pour passer la journée du 9 mai au col de Beni Aïcha avant de poursuivre la traque des rebelles.

### Avortement de la riposte rebelle

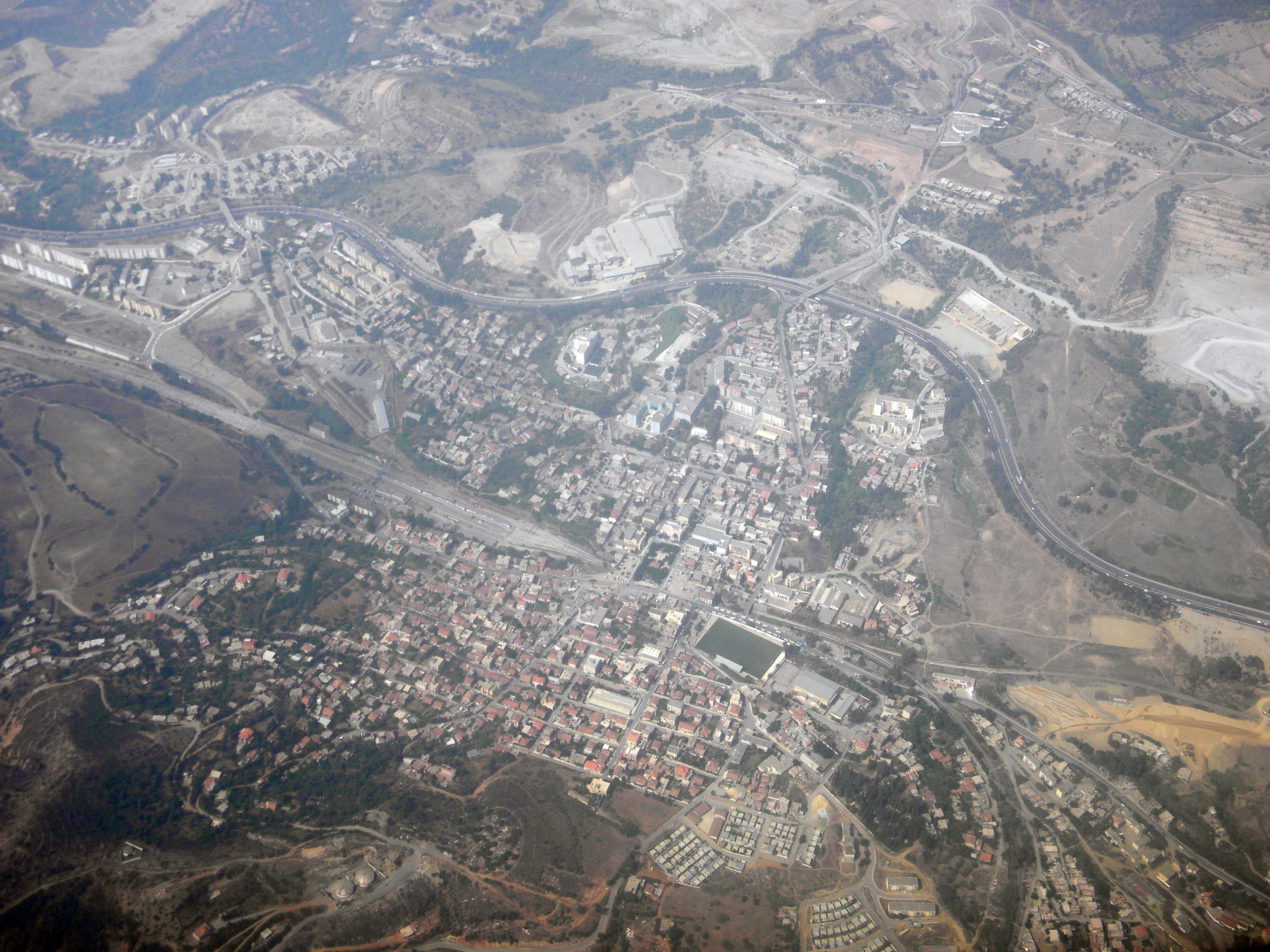
Vue aérienne du Col des Beni Aïcha.

Dans la matinée du mardi 9 mai 1871, vers les dix heures du matin, à l'extrémité de la plaine des IIssers, les soldats français on vit déboucher une masse compacte de rebelles Kabyles appartenant aux Aït-Khalfoun, Amraoua, Flissa et Isser. Cette masse se divisa bientôt en deux colonnes: l'une, commandée par Ali Oukaci, marcha vers les crêtes de Boukhanfar qui bordent la mer ; l'autre , conduite par Saïd-ou-Ali, des Aït-Khalfoun, se dirigea vers les hauteurs du village de Soumâa près de Gueddara. Les crêtes de Bou-Arous, de Sidi-Fredj et de Boukhanfar au nord sont aussitôt occupées par la brigade Faussemagne, alors que les autres crêtes de Soumâa, Meraldene ety Djenah le sont par les zouaves et les tirailleurs ; et c'est ainsi que l'artillerie a ouvert le feu causant une fusillade très vive, surtout du côté de la mer, et les Kabyles sont rejetés derrière l'Oued-Isser vers Blad-Guitoun et Oued-Keddache.
Pendant le combat arrivèrent les zouaves du colonel Lucas escortant un fort convoi, et deux mitrailleuses dont on fit de suite l'essai et qui produisirent un grand effet. Sous leur protection on brûla plusieurs hameaux (haouchs) signalés comme étant ceux de gens ayant pris part aux assassinats commis dans la région. L'étouffement de l'insurrection dans la future Ménerville se réalise à 3 heures de l'après-midi quand la colonne militaire du général Lallemand établit son campement au col des Beni Aïcha ainsi pacifié, qui donne accès à la Grande Kabylie. Le soir, les indigènes fidèles apportèrent en grand apparat une offrande (diffa) pantagruélique, voulant ainsi bien affirmer leurs sentiments d'amitié et de soumission.

### Capture des chefs rebelles
Avant d'atteindre le col des Beni Aïcha, le général Lallemand avait donné le 8 mai 1871 l'ordre d'intercepter et de capturer les cheikhs et marabouts rebelles dans leurs retranchements et cachettes dans les montagnes de Khachna et Ammal. Enfin ces cheikhs ont été débusqués et capturés avant d'être emprisonnés. Cheikh Mohamed Boumerdassi a été déporté en Nouvelle-Calédonie en 1874, alors âgé de 56 ans et dont le nom était Mohamed ben Hamou ben Ali Boumerdassi, avec le numéro d'ordre : 130133.
Après l'étouffement complet de cette insurrection de Cheikh Mokrani, les ordres de séquestration et de spoliation des terres des insurgés algériens ont été promulgués. Si des insurgés furent alors condamnés à la peine de mort ou aux travaux forcés à perpétuité, d'autres furent simplement déportés en Nouvelle-Calédonie après avoir été faits prisonniers au Fort Quélern, puis transportés par le navire La Loire à son bord trente-quatre déportés politiques algériens via le neuvième convoi parti du port de Brest le 5 juin 1874 et arrivé au port de Nouméa le 16 octobre 1874.